# 田中雅之 (声優)
田中 雅之（たなか まさゆき、6月24日 - ）は、日本の男性声優。
2019年6月までアプトプロ所属。千葉県出身。

## 出演

### テレビアニメ
2011年
- 電波女と青春男（駅アナウンス）
- バカとテストと召喚獣にっ!（大島先生、男子生徒B、3年男子）
- ファイ・ブレイン 神のパズル（アナウンサー）
- BLOOD-C（町の住民）
- 未来日記（飯島、信者 中林、信者 豊田、テキサス、小塚、野々宮、川口、小林刑事、板井、生徒）

2012年
- 松本零士「オズマ」（バルダ）
- DOG DAYS シリーズ（2012年 - 2015年、兵士、ブラッド将軍） - 2シリーズ

2014年
- 星刻の竜騎士（体育教師、町人、市長、作業員、男子生徒、研究員、側近）

2015年
- ヤングブラック・ジャック（医師）

2016年
- 田中くんはいつもけだるげ（石井先生）

2019年
- どろろ（朝倉兵、馬借）

### 劇場アニメ
- ベルセルク 黄金時代篇I 覇王の卵（2012年、兵士）
- ベルセルク 黄金時代篇II ドルドレイ攻略（2012年、兵士）
- 魔法少女リリカルなのは Reflection / Detonation（2017年 - 2018年、ニュース、職員） - 2部作

### Webアニメ
- 武装中学生（2011年、幹部）

### ゲーム
- ロード オブ  ヴァーミリオン アリーナ（ライズ、ブレイズ、トワイライト）
- デジボク地球防衛軍（エアレイダー、ＩＡトルーパー）
- ボーダーランズ3（トラッシュマウス他）
- 黒い砂漠モバイル（カルロ、クリストファー、ヘリーウルフ他多数)
- 結城友奈は勇者であるアプリ（雪花編住民他多数）
- RELEASE THE SPYCE アプリ （裏式五龍党長他多数）

- ココロコネクト ヨチランダム（2012年、不良）
- 2013年 ドラゴンコレクション(ラハブ 他)
- フリーダムウォーズ(ジーン他)
- 2014年 大怪獣ラッシュ ウルトラフロンティア（フガク、バルカ、ヒッポリト星人）
- 恋する5人のプリンス （堂本）
- 2015年 EARTH WARS(隊員)
- アプリ 三国双舞（劉備、関羽、夏侯惇、左慈）
- アプリ 三国志（諸葛亮、周瑜、夏侯惇、黄蓋、甘寧）
- アプリ 西遊伝説(斉天大聖、黒無常、鎮元大仙、白虎将軍、ナレーター他)
- アプリ 勇者大陸伝説　（マジックカルツ、モンスターシューター、ケイローン、カンフーヒーロー）
- クロスゲート（ルシノ、風の戦神他）

### ドラマCD
- テイルズオブグイレセスエフ（隊長 他）
- まおゆう魔王勇者 エピソード0 砂丘の国の弓使い（商人）
- まおゆう魔王勇者５ あの丘の向こうに ドラマCD付き特装版（遠征軍士官）
- ひだまりスケッチ×SP 特典ドラマ（先生）
- FLESH&BLOOD11（街人）  FLESH&BLOOD12（使用人）  FLESH&BLOOD17（男）  FLESH&BLOOD14、21（モーガン）
- PEACE MAKER 鐡 1（隊士 他）  PEACE MAKER 鐡 5（隊士 他）
- 紅蓮の夢（兵士 他）
- 王家の紋章（兵士 他）
- お菓子な魔法使いリコとグリ（助監督）
- アラフォー賢者の異世界日記（兵士他）
- 『俺様レジデンス』（老院長）

### 吹き替え
- バトルオブアース（ショーン）
- 裏切りのスナイパー（ヴァンサン・カミンスキ〈マチュー・カソヴィッツ〉他）
- 王朝の陰謀 判事ディーと人体発火怪奇事件（ディー・レンチェ〈アンディ・ラウ〉）
- POWER（グレッグ、フリオ、他多数）
- S.W.A.T. ユニット887（サム、フィスク）
- タイム・ハンターズ 19世紀の海賊と謎の古文書（フィーマ）
- フランケンシュタイン・クロニクル（ボズ〈ライアン・サンプソン〉、他）
- リバー（サーシャ 他）
- 肉（アンダーソン）
- アンフォゲッタブル 完全記憶捜査（ロバート・ジェンセン）
- 孔子の教え（叔孫武〈ワン・バン〉、孔鯉〈チャオ・ジェンユー〉、曹参）
- ザ・トーナメント（マイルズ・スレイド〈イアン・サマーホルダー〉他）
- 美しき絵の崩壊
- ストーカー（セキュリティ社員）
- SOLOMON KANE（マイケル）
- 盗聴犯 狙われたブローカー（ジム〈フェリックス・ロク〉）
- 盗聴犯 死のインサイダー取引（グォン〈アレックス・フォン〉）
- パーフェクト・プラン 完全なる犯罪計画（グレン 他）
- rimitless（リーヴ他）
- レジェンド・オブ・フィスト 怒りの鉄拳（山崎中尉〈船木壱輝〉、アージェ）
- ブラッドヒート（ニーロン）
- ゴッド・オブ・バイオレンス シベリアの狼たち（サカロフ）
- ハンターズ グリム童話の秘法を追え!（メイソン）
- レイク・モンスター 超巨大UMA出現!（ハーカー〈ドルフ・ラングレン〉）
- LOW&ORDER（ジェラルド）
- 監視者達（M3 他）
- ストリート・レーサー ファイナル・バトル（ラムジ）
- ブレイキングポイント（レジデンス）
- 天国の民（医師、他多数）
- 31 （デスヘッド）

### ナレーション
- 2020 ABCマートブラックフライデーTVCM
- 2020眼鏡市場TVCM（次男）
- ソフトバンク サイバー大学 VP
- マテル・インターナショナル株式会社「ウノ ワンピース新世界編」
- TVCM  マテル・インターナショナル株式会社「ど根性モンキーズゲーム」PV
- ANA 企業VP
- アサヒドラフトタワー VP
- Maria FLA-PEN VP
- Maria カーボンバイブ VP
- 株式会社ビースタイル　企業VP
- ジョーバ 案内音声
- 株式会社アスコム「爆笑! どうぶつのお医者さん事件簿」店頭告知
- 株式会社アスコム「江戸まんが 現代っ子が体験! 花のお江戸ぐらし」PV
- 株式会社ミスミ ラジオCM
- 全国農業協同組合中央会「みんなでいっしょに考えよう！」
- 第41回国際ホテル・レストラン・ショー NECブース紹介
- バウンドテニス2013 VP
- 京橋再開発 VP
- アサヒドラフトタワー VP
- 新日鐵住金  VP
- 日本ファシリオ VP
- 戦艦『三笠』場内ゲーム VP

### その他コンテンツ
- 「東北スカイビレッジ構想」イメージ映像 ※音声のみ
- 薬害教育映像コンテンツ「温故知新～薬害から学ぶ～」第4弾「サリドマイド」
- つながるＧＯＧＯ
- ヒーローズ（ブラック）
- ナチス・ドイツの巨大建造物「#01 大西洋の壁」（フランツ・ゴッケル、エルヴィン・ロンメル）
- ナチス・ドイツの巨大建造物「#02 Uボート基地」（ジョー・マイオーロ、ダニエル・ギヤデール）
- メーデー！12：航空機事故の真実と真相「#04 コパ航空201便」（カルバン・ウォルバート、セザレオ・テハーダ）
- メーデー！12：航空機事故の真実と真相「#05 大西洋の壁」（千葉まさる他）
- メーデー！12：航空機事故の真実と真相「#06 ケネディ家の悲劇」（ジム・ウォルターズ、ティム・オニール）
- アート・オブ・デザイン #08マーカス
- 日本語学習用音声（あいうえお）
- okos(上杉謙信、山本勘助、斎藤道三、本多忠勝、筒井順慶 )
- メガ建造不可能への挑戦（サイモン）
- ワイルド・マウンテン～峻厳（オリヴァー）